# Фельдштейн, Григорий Самуилович
Григо́рий Самуи́лович Фельдште́йн (1868 — после 1930) — русский учёный-правовед, криминалист, ординарный профессор Московского университета.

## Биография
Родился 2 (14) ноября 1868 года в Херсоне в купеческой семье иудейского вероисповедания. Отец — Самуил Гершкович Фельдштейн (1838—?).  Окончил Екатеринославскую гимназию (1888) и юридический факультет Московского университета (1892) с дипломом 1-й степени. Ещё обучаясь в гимназии, в июне 1882 года принял православие. Оставленный при кафедре уголовного права, в октябре 1897 года сдал магистерские экзамены и получил право преподавать в звании приват-доцента. С октября 1902 года преподавал в Демидовском юридическом лицее в Ярославле в должности приват-доцента. После защиты в Киевском университете, в феврале 1904 года, магистерской диссертации «Психологические основы и юридическая конструкция форм виновности в уголовном праве», с мая 1904 года исполнял Демидовском лицее должность экстраординарного профессора по кафедре уголовного права и судопроизводства.
В сентябре 1907 года был избран приват-доцентом Московского университета. С марта 1909 года состоял председателем профессорского дисциплинарного суда.
Г. С. Фельдштейн являлся крупным учёным в области юриспруденции. Научные интересы учёного были связаны с уголовным правом и уголовным процессом. Самым главным трудом Фельдштейна стала работа «Главные течения в истории науки уголовного права в России», которую он защитил в качестве докторской диссертации в апреле 1910 года в Казанском университете. Задачу своего труда учёный видел в выяснении главнейших моментов в истории научной обработке материала уголовного права в России, в критической проверке и установлении точных фактов изучении тех непосредственных и ближайших влияний, которым подверглась русская криминалистика со стороны западноевропейской науки в выявлении главных особенностей процесса развития этой ветви юриспруденции в нашем отечестве, в раскрытии существа тех идей, которые русская криминалистика привнесла в общую сокровищницу человеческого знания. Основное содержание книги «Главные течения в истории науки уголовного права в России» её автор посвятил развитию уголовно-правовой мысли в России в течение XVIII века и первых шести десятилетий XIX века. Он довёл своё исследование до времени начала судебной реформы провозглашенной в 1864 году.
В августе 1910 года Фельдштейн вернулся в Демидовский лицей в качестве ординарного профессора (1910—1912) по кафедре уголовного права. Здесь он также был председателем профессорского дисциплинарного суда (с сентября 1910 года до мая 1912 года).
Ординарный профессор Московского университета по кафедре уголовного права и уголовного судопроизводства (1912—1918). Читал курс «Уголовная политика (история уголовно-политических учений, политика превентивная и репрессивная)». После ликвидации юридического факультета Московского университета Фельдштейн в 1920-е гг. жил в Москве, постоянного места службы не имел, писал статьи в научные журналы (в 1925 в №6 журнала «Право и жизнь» опубликована его работа «Уголовное право и психология. Роль мотива в уголовном праве»), занимался переводом на русский язык произведений Овидия «Искусство любви» и «Средства от любви» (эти произведения Овидия в переводе Фельдштейна вышли в свет в Москве в 1926, Фельдштейн написал предисловие и комментарий к ним).
В 1922 году в числе других профессоров университета он был арестован и выслан за границу.

### Переводы
- Адольф Принс Преступность и общество. — М.: т-во скоропеч. А. А. Левенсон, 1896
- И. Г. Фрэзер Аттис, 1924
- Овидий Искусство любви, 1926.